# Partecipanti al Tour de France 1962
Qui di seguito viene riportato l'elenco dei partecipanti al Tour de France 1962.

## Corridori per squadra
Nota: R ritirato, NP non partito, FT fuori tempo massimo
| Saint-Raphaël      | Saint-Raphaël       | Saint-Raphaël      | Pelforth            | Pelforth             | Pelforth            | Peugeot         | Peugeot                 | Peugeot         |
| ------------------ | ------------------- | ------------------ | ------------------- | -------------------- | ------------------- | --------------- | ----------------------- | --------------- |
| 1                  | Jacques Anquetil    | 1º                 | 51                  | Dick Enthoven        | R 18ª               | 101             | Jaime Alomar            | R 19ª           |
| 2                  | Rudi Altig          | 31º                | 52                  | Joseph Groussard     | 57º                 | 102             | Emmanuel Busto          | 67º             |
| 3                  | Jean-Claude Annaert | 68º                | 53                  | Georges Groussard    | 72º                 | 103             | Pino Cerami             | 81º             |
| 4                  | Pierre Everaert     | 56º                | 54                  | René Fournier        | R 7ª                | 104             | Henri Duez              | R 5ª            |
| 5                  | Albertus Geldermans | 5º                 | 55                  | Jean-Claude Lefebvre | FT 16ª              | 105             | Stéphan Lach            | 65º             |
| 6                  | Jean Graczyk        | 38º                | 56                  | François Mahé        | 20º                 | 106             | Fernand Picot           | 55º             |
| 7                  | Jean Le Lan         | 85º                | 57                  | Claude Mattio        | R 19ª               | 107             | Marcel Rohrbach         | FT 12ª          |
| 8                  | Louis Rostollan     | 24º                | 58                  | Francesco Miele      | FT 7ª               | 108             | Pierre Ruby             | FT 12ª          |
| 9                  | Jean Stablinski     | 30º                | 59                  | Alan Ramsbottom      | 45º                 | 109             | Bernard Viot            | 79º             |
| 10                 | Mies Stolker        | 33º                | 60                  | Michel Vermeulin     | R 2ª/1ª             | 110             | Frans Schoubben         | R 6ª            |
| Ignis-Moschettieri | Ignis-Moschettieri  | Ignis-Moschettieri | Carpano             | Carpano              | Carpano             | Legnano-Pirelli | Legnano-Pirelli         | Legnano-Pirelli |
| 11                 | Alberto Assirelli   | NP 14ª             | 61                  | Carlo Azzini         | 42º                 | 111             | Graziano Battistini     | NP 1ª           |
| 12                 | Ercole Baldini      | 8º                 | 62                  | Antonio Bailetti     | 80º                 | 112             | Giovanni Bettinelli     | 88º             |
| 13                 | Rino Benedetti      | 63º                | 63                  | Germano Barale       | 46º                 | 113             | Sandro Cervellini       | R 12ª           |
| 14                 | Carlo Guarguaglini  | 93º                | 64                  | Hilaire Couvreur     | 74º                 | 114             | Emilio Ciolli           | 92º             |
| 15                 | Augusto Marcaletti  | 94º                | 65                  | Nino Defilippis      | R 2ª/1ª             | 115             | Giuseppe Dante          | 66º             |
| 16                 | Italo Mazzacurati   | 82º                | 66                  | Gilbert Desmet       | 4º                  | 116             | Renzo Fontona           | 35º             |
| 17                 | Gastone Nencini     | NP 14ª             | 67                  | Arnaldo Di Maria     | NP 8ª/1ª            | 117             | Tiziano Galvanin        | R 12ª           |
| 18                 | Arnaldo Pambianco   | 25º                | 68                  | Giancarlo Gentina    | R 18ª               | 118             | Giancarlo Manzoni       | 48º             |
| 19                 | Giuseppe Tonucci    | 89º                | 69                  | Giuseppe Sartore     | 71º                 | 119             | Imerio Massignan        | 7º              |
| 20                 | Giuseppe Zorzi      | R 6ª               | 70                  | Michel Van Aerde     | R 14ª               | 120             | Fedele Rubagotti        | R 9ª            |
| Ghigi              | Ghigi               | Ghigi              | Gitane              | Gitane               | Gitane              | Philco          | Philco                  | Philco          |
| 21                 | Pierino Baffi       | 61º                | 71                  | André Darrigade      | 21º                 | 121             | Vittorio Adorni         | FT 7ª           |
| 22                 | Guido Boni          | 48º                | 72                  | Jean Forestier       | 36º                 | 122             | Carlo Brugnami          | 59º             |
| 23                 | Catullo Ciacci      | R 9ª               | 73                  | Guy Ignolin          | 78º                 | 123             | Guido Carlesi           | 19º             |
| 24                 | Franco Magnani      | 83º                | 74                  | Jean-Claude Lebaube  | 11º                 | 124             | Vittorio Chiarini       | R 7ª            |
| 25                 | Mario Minieri       | 75º                | 75                  | Bas Maliepaard       | 47º                 | 125             | Ottavio Cogliati        | R 7ª            |
| 26                 | Diego Ronchini      | R 17ª              | 76                  | Raymond Mastrotto    | 29º                 | 126             | Emile Daems             | 13º             |
| 27                 | Luigi Sarti         | 87º                | 77                  | Anatole Novak        | 76º                 | 127             | Roberto Falaschi        | 84º             |
| 28                 | Angelino Soler      | R 5ª               | 78                  | Tom Simpson          | 6º                  | 128             | Jos Hoevenaers          | 18º             |
| 29                 | Antonio Suárez      | R 18ª              | 79                  | Gérard Thielin       | FT 14ª              | 129             | Nello Velucchi          | FT 7ª           |
| 30                 | Mario Zanchi        | FT 7ª              | 80                  | Rolf Wolfshohl       | 15º                 | 130             | Giorgio Zancanaro       | 64º             |
| Liberia            | Liberia             | Liberia            | Wiel's-Groene Leeuw | Wiel's-Groene Leeuw  | Wiel's-Groene Leeuw | Faema-Flandria  | Faema-Flandria          | Faema-Flandria  |
| 31                 | Henry Anglade       | 12º                | 81                  | Jean-Baptiste Claes  | 52º                 | 131             | Roger Baens             | 43º             |
| 32                 | Arthur De Cabooter  | R 14ª              | 82                  | Frans De Mulder      | R 14ª               | 132             | Armand Desmet           | 16º             |
| 33                 | Joseph Carrara      | R 12ª              | 83                  | Gilbert Desmet       | R 14ª               | 133             | Marcel Ongenae          | 51º             |
| 34                 | Édouard Delberghe   | 37º                | 84                  | Daniel Doom          | 40º                 | 134             | Jozef Planckaert        | 2º              |
| 35                 | Jean Dotto          | 58º                | 85                  | Robert De Middeleir  | FT 14ª              | 135             | Willy Schroeders        | R 14ª           |
| 36                 | André Foucher       | 54º                | 86                  | Hans Junkermann      | R 14ª               | 136             | Edgard Sorgeloos        | 62º             |
| 37                 | Jaak De Boever      | 77º                | 87                  | André Messelis       | 39º                 | 137             | Rik Van Looy            | R 11ª           |
| 38                 | Jean Milesi         | 60º                | 88                  | Eddy Pauwels         | 10º                 | 138             | Guillaume Van Tongerloo | 44º             |
| 39                 | Marc Huiart         | 86º                | 89                  | Dieter Puschel       | 28º                 | 139             | Piet van Est            | 26º             |
| 40                 | Jean Selic          | 90º                | 90                  | Willy Vannitsen      | 70º                 | 140             | Hubert Zilverberg       | FT 12ª          |
| Gazzola            | Gazzola             | Gazzola            | Margnat             | Margnat              | Margnat             | Mercier         | Mercier                 | Mercier         |
| 41                 | Dino Bruni          | 91º                | 91                  | Federico Bahamontes  | 14º                 | 141             | René Abadie             | FT 7ª           |
| 42                 | Aurelio Cestari     | 41º                | 92                  | François Goasduff    | R 4ª                | 142             | Pierre Beuffeuil        | 50º             |
| 43                 | Marcel Ernzer       | R 12ª              | 93                  | Albert Bouvet        | R 12ª               | 143             | Edouard Bihouée         | 69º             |
| 44                 | Charly Gaul         | 9º                 | 94                  | Juan Campillo        | 27º                 | 144             | Robert Cazala           | 22º             |
| 45                 | Oreste Magni        | R 3ª               | 95                  | Robert Ducard        | FT 14ª              | 145             | Hubert Ferrer           | FT 14ª          |
| 46                 | Bruno Martinato     | 53º                | 96                  | Raymond Elena        | FT 14ª              | 146             | Jean Gainche            | 32º             |
| 47                 | Luigi Mele          | R 1ª               | 97                  | Joseph Novales       | R 6ª                | 147             | Frans Melckenbeeck      | FT 12ª          |
| 48                 | Alessandro Primessi | R 14ª              | 98                  | Luis Otaño           | 23º                 | 148             | Raymond Poulidor        | 3º              |
| 49                 | Attilio Moresi      | R 1ª               | 99                  | Joseph Thomin        | R 15ª               | 149             | Willy Van Den Berghen   | 34º             |
| 50                 | Alfredo Sabbadin    | 73º                | 100                 | Joseph Velly         | R 11ª               | 150             | Victor Van Schil        | 17º             |